# Calling All Girls
Calling All Girls är en låt av det brittiska rockbandet Queen, utgiven 1982 på albumet Hot Space. Låten skrevs av trummisen Roger Taylor och gavs ut som singel i Kanada och USA i juli 1982.

## Medverkande
- Freddie Mercury - sång och bakgrundssång
- Brian May - leadgitarr
- Roger Taylor - trummor, percussion, gitarr
- John Deacon - elbas